# Koinè padana
Per koinè padana, o lombardo medievale, o ancora koinè lombardo-veneta si intende il volgare illustre dell'Italia settentrionale (in particolare Piemonte, Lombardia, Emilia-Romagna e Veneto), in uso principalmente tra il XIII ed il XV secolo.
Nelle fonti medioevali viene chiamata semplicemente "lingua scritta", oppure lombardo (nel senso medievale il toponimo "Lombardia" indicava un territorio molto più esteso) creando però ambiguità con il volgare ivi parlato (non comprendente il veneto).

## Studi più importanti al riguardo
Fu Adolfo Mussafia, docente presso l'Università di Vienna, a evidenziare l'esistenza della koiné lombardo-veneta, nel suo lavoro Monumenti antichi di dialetti italiani (1864):
(Adolfo Mussafia, Monumenti antichi di dialetti italiani, 1864, pag.229)
A favore dell'esistenza di un volgare illustre, che sarebbe stato in uso nell'Italia settentrionale tra il XII ed il XV secolo, si era già espresso Bernardino Biondelli, in seguito furono studiosi come Carlo Tenca, Bartoli, Salvioni. Questa koiné medioevale lombardo-veneta è però intesa come una spontanea convergenza dei volgari municipali dell'Italia settentrionale e non come una lingua univocamente strutturata. Studiosi come Ascoli e Contini (quest'ultimo, per la "Lauda dei Servi della Vergine" riconosce che "la lingua è la koiné padana") sostennero che fosse ancora preponderante la residua presenza di elementi locali. Carlo Tagliavini, si esprimeva nel seguente modo: "Nell'Italia settentrionale gli scrittori lombardi e veneti stavano formando una κοινή letteraria che si manifestò con autori come Bonvesin de la Riva, Giacomino da Verona, Uguccione da Lodi, Girardo Patecchio, etc...".
A partire dal XV secolo la koiné lombardo-veneta cominciò a cedere terreno rispetto al toscano, fenomeno che il Tagliavini, nello stesso passo citato, descrive nel seguente modo: "Il fiorentino, per merito (di Dante) e degli altri grandi toscani, come Petrarca e Boccaccio, in grazia della posizione centrale di Firenze e delle condizioni storiche dell'epoca, si diffuse man mano in ogni parte d'Italia, facendo anche sparire la κοινή alto-italiana, che nel Duecento era assurta a un certo prestigio". 
Attualmente un grande sostenitore della koiné lombardo-veneta è Glauco Sanga; altri studiosi preferiscono riferirsi alla lingua alto-italiana delle Origini con il semplice nome di "scripta".

## Caratteristiche linguistiche
Dal Salvioni e dal Sanga, tra i tratti unificanti della koiné sono considerati i seguenti:

- il riferimento ai modelli letterari mediolatino, provenzale, francese;
- l'accoglimento delle forme comuni a tutto il territorio, spesso in accordo con i modelli letterari;
- la generalizzazione di forme locali, cioè la diffusione di tratti linguistici al di fuori del territorio originario;
- la progressiva eliminazione delle particolarità locali.

## Testimonianze medioevali
Nelle discussioni linguistiche da Dante a Machiavelli vengono spesso citati toscano e lombardo, come evidenzia Glauco Sanga nel suo intervento effettuato al Convegno di Milano e Pavia “Koiné in Italia dalle Origini al Cinquecento". Spesso però è molto controverso stabilire se con lombardo ci si riferisca al volgare lombardo (che in termini moderni indicheremmo come piemontese, lombardo ed emiliano) o alla koiné lombardo-veneta (il cui uso era invece esteso anche al Veneto).
Con il termine "lombardo" si intendeva la lingua parlata e (soprattutto) scritta, nella "Lombardia" del tempo, toponimo che indicava l'intera Italia settentrionale. Qui di seguito sono riportate alcune citazioni dell'antico contrasto tra lombardo e toscano, come era sentito dai contemporanei.

### Salimbene de Adam
Salimbene de Adam, attorno al 1280, nella sua Cronica parla di un Fra Barnaba, il quale «optime loquebatur Gallice, Tuscice et Lombardice» (parlava fluentemente il francese, il toscano ed il lombardo).

### Dante nella Divina Commedia
Citazione di Glauco Sanga.

Nel canto XXII dell'Inferno, Virgilio fa una domanda a Ciampolo, un dannato (verso 65):

" ... conosci tu alcun che sia latino, ...?" (dove per latino nel linguaggio dantesco si intende italiano)

e questi, ai versi 97-99, risponde:

" ... Se voi volete vedere o udire

- ricominciò lo spaurato appresso -

Toschi o Lombardi, io ne farò venire; ..."

In questo caso però toschi e lombardi, secondo tutta la critica dantesca, sarebbero da intendersi come riferimento geografico e non linguistico in quanto Ciampolo, per ingraziarsi i due visitatori (Dante e Virgilio), cita le loro regioni d'origine.

### Dante nel De vulgari eloquentia
Paola Benincà (Univ. di Padova) chiama Dante "un linguista dell'epoca", e cita dall'ultimo capitolo del primo libro del "De vulgari eloquentia" il seguente passo:

"Nam sicut quoddam vulgare est invenire quod proprium est Cremone, sic quoddam est invenire quod proprium est Lombardie, [sic] est invenire aliquod quod sit totius sinistre Ytalie proprium; et sicut omnia hec est invenire, sic et illud quod totius Ytalie est. Et sicut illud cremonense, ac illud lombardum, et tertium semilatium dicitur, sic istud quod totius Ytalie est latium vulgare vocatur" (Dunque, al modo in cui si può trovare un volgare che è particolare a Cremona, così si può trovarne uno particolare alla Lombardia e un altro proprio di tutto il sinistro lato d'Italia: e come si possono trovar questi, così si può trovar quello che a tutta l'Italia è comune. E come cremonese l'uno, lombardo l'altro e di mezza Italia il terzo, così questo che è di tutta l'Italia si chiama italiano)
Alla testimonianza di Dante, Paola Benincà dà il seguente significato: "quando , passati gli Appennini frondosi, (Dante) si pone ad esaminare i dialetti dell'Italia di sinistra (cap. XIV), egli cita esclusivamente dialetti del Piemonte, della Lombardia, del Veneto, dell'Emilia e della Romagna. Dobbiamo concludere quindi che in questo punto sinistra Ytalie, considerata come area linguistica, indica l'Italia settentrionale, del resto un'area che, anche per le sue vicende personali, Dante conosceva direttamente molto bene."
Ed aggiunge: "dal passo che abbiamo esaminato ricaviamo che alla sua percezione dei fatti linguistici del suo tempo, risultava che in Italia esistesse un volgare, che pensiamo gli apparisse dotato di una sia pur fluttuante unitarietà. Egli lo chiama vulgare semilatium, il volgare con cui comunicava la metà settentrionale d'Italia".
Va però segnalato che con metà sinistra dell'Italia Dante indica l'Italia Orientale (libro I capitolo X): "sinistri autem pars Apulie, Marchia Anconitana, Romandiola, Lombardia, Marchia Trivisiana cum Venetiis" (a sinistra si trova parte di Puglia (nella Puglia dante comprende Lucania e Calabria), la marca di Ancona, la Romagna, la Lombardia e la Marca Trevigiana con le Venezie.

Non va dunque confusa con l'Italia settentrionale in senso geografico.

### Le "Leys d'amors" provenzali
Anche al di là delle Alpi si trovano testimonianze letterarie sul Lombardo, come ad esempio le Leys d'amors provenzali, una grammatica in versi scritta tra il 1323 e il 1356 a Tolosa e attribuita a Guillem Molinier.

Nelle "Leys d'amors" si trova un passo molto citato, iniziando da Friedrich Diez, per arrivare al Rohlfs:

"apelam lengatge estranh coma frances, engles, espanhol, gasco, lombard"

Si noti che in questo passo sono citate le lingue che confinavano con il provenzale: Francese, Inglese (in quel tempo gli inglesi occupavano vasti territori in Francia), Spagnolo, Guascone (adesso considerato sovente un dialetto occitano) e Lombardo.

### Machiavelli
Glauco Sanga riporta un altro riferimento che si trova nel Discorso intorno alla nostra lingua di Niccolò Machiavelli, dove si parla di "lingua lombarda", accanto alla "spagnuola" e alla "franzese":

" ... perché di' tu "ciancie" come i fiorentini et non "zanze" come i lombardi, ...?"

### Stefano Guazzo
La seguente citazione è dovuta a Sandro Bianconi, nel suo Lingue di frontiera .
Ne "La civil conversazione" (Brescia, 1574) dello scrittore piemontese Stefano Guazzo, si trova ancora un accenno (ben oltre il XV secolo) al contrasto tra toscano e lombardo:

S'io havrò a fuggire le voci peggiori, converrà bene, che in lor vece usi delle Toscane, il che facendo darò occasione di ridere a gli ascoltanti, mescolando zucche con lanterne, cioè le parole Lombarde con le Toscane.

## Autori

### XIII secolo
- Bonvesin dra Riva (Milano): poemetti;
- Pietro da Barsegapè (Milano): Sermone del 1274;
- Uguçon da Laodho (Lodi): Libro;
- Gerard Pateg (Cremona): Splanamento;
- Giacomin da Verona: poemetti;
- Guido Fava (Bologna): Gemma purpurea e Parlamenta et epistole;

### XIV-XV secolo
- Antonio da Ferrara: Prima che ‘l ferro arossi i bianchi pili;
- Nicolò de' Rossi (Treviso): Canzoniere;
- Francesco Vannozzo (Padova): Rime;
- Anonimo (Milano): Lamento di Bernabò Visconti.